# Sigatoka (rzeka)
Sigatoka – rzeka na największej wyspie Fidżi – Viti Levu. Jej źródło znajduje się na zachodniej stronie Tomanivi i płynie 120 km przez centralną wyspę.